# براندان كيلي (مغني)
براندان كيلي (بالإنجليزية: Brendan Kelly) هو مغني أمريكي، ولد في 8 سبتمبر 1976.

## وصلات خارجية
- براندان كيلي على موقع ميوزك برينز (الإنجليزية)
- براندان كيلي على موقع أول ميوزيك (الإنجليزية)
- براندان كيلي على موقع ديسكوغز (الإنجليزية)